# David Stoddart (baron Stoddart de Swindon)
David Leonard Stoddart, baron Stoddart de Swindon (4 mai 1926-14 novembre 2020) est un homme politique britannique qui est député de Swindon de 1970 à 1983, et pair à vie à la Chambre des lords de 1983 à sa mort en 2020. Il est pair travailliste de 1983 à 2002, date à laquelle il est expulsé des bancs travaillistes, après quoi il siège comme pair travailliste indépendant jusqu'à sa mort.

## Biographie
David Leonard Stoddart est né le 4 mai 1926 d'Arthur et de Queenie Stoddart. Il fait ses études à la St Clement Danes Holborn Estate Grammar School for Boys et au Henley Grammar School.
Il rejoint le Parti travailliste en 1947. Il est membre du conseil d'arrondissement du comté de Reading de 1954 à 1972 et chef du conseil de 1967 à 1972.
Stoddart est le candidat travailliste pour Newbury en 1959 et 1964, et perd de peu à Swindon lors d'une élection partielle en 1969.
Stoddart devient député travailliste de Swindon en 1970, mais en 1983, il perd son siège au profit du conservateur Simon Coombs. Stoddart est whip du gouvernement de 1975 à 1978, secrétaire parlementaire privé du ministre du Logement de 1974 à 1975 et porte-parole de l'opposition sur le commerce et l'industrie.
Il est créé pair à vie le 14 septembre 1983 en prenant le titre de baron Stoddart de Swindon, de Reading dans le comté royal de Berkshire. Il est porte-parole en chef sur l'énergie de 1983 à 1988 et est whip de la Chambre des lords pendant la même période.
Il est expulsé des bancs travaillistes de la Chambre des lords en 2002 pour avoir soutenu un candidat de l'Alliance socialiste aux élections générales de 2001, en opposition au parachutage de Shaun Woodward, un transfuge du Parti conservateur, dans ce siège sûr des travaillistes de St Helens South .
Stoddart est pendant de nombreuses années le président de la Campagne pour une Grande-Bretagne indépendante, qui fait campagne pour que le Royaume-Uni mette fin à son adhésion à l'Union européenne, poste qu'il occupe de 1985 à mai 2007. En 2016, pour le référendum sur l'UE, il appelle au retrait de l'Union européenne.
Stoddart épouse Jennifer Percival-Alwyn en 1961, avec qui il a deux fils. Il a également une fille d'un précédent mariage.
Stoddart est décédé le 14 novembre 2020, à l'âge de 94 ans, des suites d'une courte maladie,,.